# 官場離婚案
《官場離婚案》，清代白話小說，天夢著。天夢，荊江（今湖北江陵）人，生平不詳。此書分十二章，有宣統二年（1910年）上海改良小說社刊本。此小說記述了某大令因革職回南京，其妻死後，思續弦之事，娶某巨紳之姐。二人結婚之後，大令抱有傳統思想，而續妻則入女學堂，接受西洋思想，二人價值觀不合，遂離婚。此小說雖然記述離婚之事，但內容依然維護了傳統道德，沒有進步性可言。